# Batalla del Forca Verde
La Batalla del Forca Verde es una batalla ficticia que tiene lugar en la saga de libros Canción de hielo y fuego del escritor George R. R. Martin. Se trata de una de las primeras batallas de la Guerra de los Cinco Reyes cuya importancia en la misma es capital, ya que si bien significó la derrota de las fuerzas de la Casa Stark ante la Casa Lannister, fue una victoria estratégica de los primeros pues permitió liberar el asedio sobre Aguasdulces y capturar a Jaime Lannister, comandante de los Lannister que asediaban el castillo.

## Movimientos previos
Lord Tywin Lannister lanzó una invasión de las Tierras de los Ríos en represalia por el arresto que Catelyn Tully hizo sobre su hijo Tyrion Lannister. Un primer ejército comandado por el hijo mayor de Lord Tywin, Jaime Lannister, derrotó a un ejército de la Casa Tully en la Batalla del Colmillo Dorado y después a otro en las puertas de Aguasdulces, donde capturó al mismo Edmure Tully, heredero de Aguasdulces. Tras asegurar las Tierras de los Ríos, Lord Tywin dirigió un segundo ejército de 20.000 hombres con la intención de tomar los principales bastiones de las Casas vasallas de los Tully en las Tierras de los Ríos.
Robb Stark, Señor en funciones de Invernalia, decidió llamar a sus vasallos y partir al Sur para enfrentarse a los Lannister, pues estaba emparentado con los Tully (la Casa de su madre), pero no solo eso, también pretendía forzar la liberación de su padre, Lord Eddard Stark, que había sido arrestado acusado de traición al difunto rey Robert Baratheon.
Gracias a un pacto con la Casa Frey, Robb Stark puede cruzar el Tridente y decide dividir su ejército en dos: uno, al mando de Lord Roose Bolton, acudiría a combatir contra las tropas de Lord Tywin, mientras que otro, dirigido por él mismo, acudiría a levantar el asedio sobre Aguasdulces; ante todo, Robb Stark pretendía no ser atacado por Tywin cuando emprendiera su ataque contra Jaime Lannister en Aguasdulces.
Ante la llegada del ejército norteño, Lord Tywin ordena pequeños grupos de hostigamiento contra los Stark. Creía que una vez viera su ejército, Robb Stark perdería el valor y huiría de vuelta al Norte, lo cual no sucedió, ya que incluso el mismo Robb no se encontraba allí.

## Disposición
Lord Bolton lanzó su ofensiva en mitad de la noche con la intención de coger desprevenidos a los Lannister, sin embargo, estos ya se hallaban enterados de sus intenciones gracias a los exploradores de Ser Addam Marbrand. Los Lannister pudieron formar su ejército a tiempo de plantar batalla a los norteños. La formación del ejército de los Lannister fue el siguiente:
- Vanguardia: Comandada por Ser Gregor Clegane y formada por alrededor de 1.000 jinetes.

- Centro: Al mando de Kevan Lannister, hermano de Lord Tywin, con alrededor de 10.000 hombres de armas (infantería y arqueros) y 300 caballeros. Lord Lefford, Lord Lydden y Lord Serrett formaban parte de esta sección del ejército.

- Derecha: Comandada por Ser Addam Marbrand con alrededor de 4.000 jinetes y hombres de armas. Lord Crakehall y Lord Swyft se hallaban en este grupo.

- Izquierdo: Comandado por Tyrion Lannister, hijo menor de Lord Tywin, con 300 hombres de los Clanes de la Montaña y grupos de mercenarios y jinetes libres.

- Reserva: Comandada personalmente por Lord Tywin Lannister con alrededor de 5.000 hombres entre infantería y caballería.

La disposición de los norteños se desconoce en la obra debido a que el capítulo que narra la batalla está planteado desde el punto de vista del personaje de Tyrion Lannister.

## La batalla
Lord Tywin planeaba que los norteños lanzaran su primera ofensiva sobre el flanco izquierdo comandado por su hijo Tyrion, debido a que se trataba del menos numeroso y el más indisciplinado, de esa forma, el resto de secciones tenían la misión de reforzar el flanco izquierdo para evitar que cayera; en definitiva, Lord Tywin planeaba usar el flanco dirigido por su hijo como carne de cañón. Sin embargo, Lord Bolton decide ser cauteloso y no cae en la trampa.
Los norteños fueron los primeros en atacar, lanzando una carga respondida por una lluvia de lanzas y flechas de los occidentales. La vanguardia de Ser Gregor Clegane respondía atacando el flanco derecho del ejército norteño, el cual pronto se vio desbordado.
En el tramo final de la batalla, los norteños retroceden ante el avance de los Lannister. Ante una nueva carga de caballería, el resto del ejército norteño retrocede.
Viéndose derrotado, Lord Bolton ordena la retirada de los supervivientes. La batalla ha sido una derrota de los Stark que han sufrido la pérdida de un tercio de su ejército, además, varios nobles han caído prisioneros de los Lannister. Al mismo tiempo, Lord Tywin se enteraba de que la batalla ha sido una distracción orquestada por Robb Stark, el cual se dirige a Aguasdulces. Lord Tywin emprende entonces una marcha forzada hacia Aguasdulces para intentar llegar antes que Robb Stark, lo que no consigue.

### Consecuencias
La derrota en el Forca Verde permitió a Robb Stark crear una distracción el suficiente tiempo como para llegar a Aguasdulces y derrotar a Jaime Lannister en las batallas de los Campamentos y del Bosque Susurrante. Con estas victorias, Robb consigue levantar el asedio, destruir el ejército de los Lannister acantonado allí y capturar a numerosos nobles occidentales, entre los que se halla el mismo Jaime Lannister.
Ante la derrota de su hijo, Lord Tywin decide no permanecer más tiempo con su ejército al descubierto para evitar verse acorralado entre los ejércitos de los Stark en el norte y los de Renly Baratheon en el sur.

## Adaptación televisiva
En la adaptación de HBO, Game of Thrones, la batalla es definida más como un movimiento de distracción que como una auténtica batalla en sí.
El ejército norteño consta de unos 2.000 hombres sin un mando especificado que se enfrenta contra un ejército de 30.000 hombres al mando de Lord Tywin Lannister (Charles Dance). La batalla es descrita más como una derrota aplastante del reducido ejército de los Stark. Poco después, Tywin le explica a su hijo Tyrion (Peter Dinklage), que ha quedado malherido tras la batalla, que Robb Stark (Richard Madden) parte hacia Aguasdulces con sus 18.000 hombres restantes. El propio Robb lamenta sacrificar 2.000 de sus hombres para crear una maniobra de distracción, pero, al igual que en la obra escrita, tiene éxito liberando Aguasdulces y derrotando y capturando a Jaime Lannister.